# 職專畢業生留港計劃
《職專畢業生留港計劃》（英語：Vocational Professionals Admission Scheme, VPAS）是香港特區政府在《2023年度香港行政長官施政報告》推出的計劃，吸引職專非本地生在畢業後留港投身本地相關技術行業。

## 歷史
為紓緩技術行業的人手短缺壓力，非本地生（包括中國內地及其他國家／地區的學生）於2024/25學年起入讀職業訓練局指定全日制兩年制高級文憑—航空、運輸及物流，創新及科技，機電工程，建築、土木工程及建設環境，以及海事服務等五個領域27個課程，個別課程提供普通話授課，在完成指定的課程後，可申請一年的VPAS簽證以留港尋找工作，並全職從事與課程相關的行業。此計劃會試行兩年再作檢討。

## 外部連結
- 職專畢業生留港計劃 香港入境事務處
- 職專畢業生留港計劃  職業訓練局總辦事處 (行業合作)
- 職業訓練局內地及國際事務處